# VKM

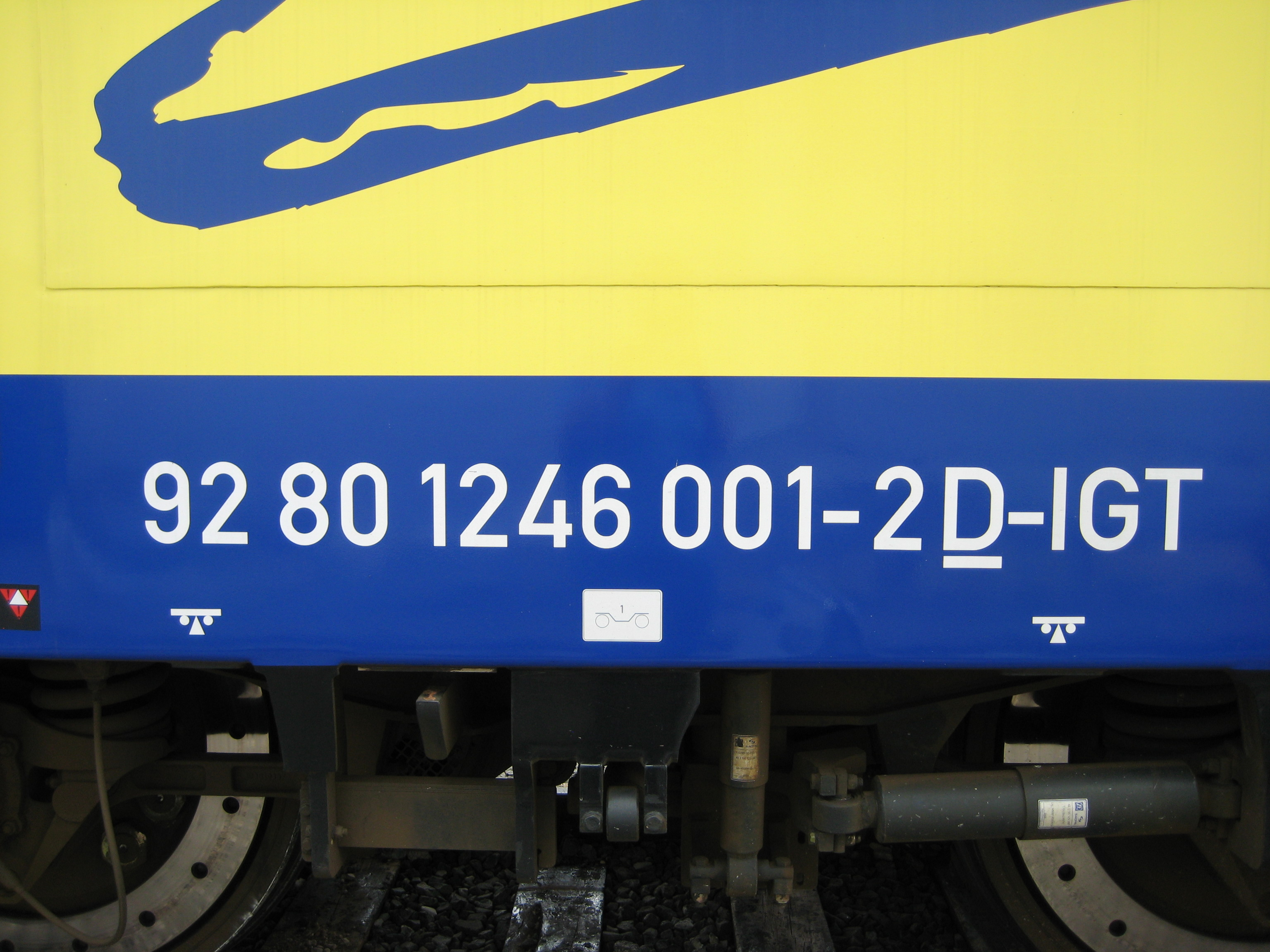
Numer lokomotywy z identyfikatorem literowym państwa (D) i kodem IGT posiadacza Inbetriebnahmegesellschaft Transporttechnik mbH

VKM (skrót z angielskiego Vehicle Keeper Mark) – identyfikator literowy posiadacza pojazdu kolejowego. Identyfikator VKM składa się z zestawu dużych liter w liczbie od dwóch do pięciu znaków i jest wpisywany po kresce za identyfikatorem literowym państwa rejestracji pojazdu kolejowego.